# Octobre 1990

## Évènements
- Dans le cadre de la guerre du Golfe, le patron du KGB, Vladimir Krioutchkov, propose à la CIA d'échanger leurs informations.

### Lundi1eroctobre1990
- Guerre du Golfe : 
  - Le président George H. W. Bush, à la tribune des Nations unies évoque l'évacuation du Koweït en déclarant que cela créerait une « occasion de résoudre le conflit qui oppose les Arabes à Israël ». Les diplomates se demandent si le fait de lier la résolution de la crise du Golfe à la question des territoires occupés, est réellement une concession bien réfléchie de la part du gouvernement américain.
  - Dans les jours qui vont suivre, cette déclaration va déclencher un développement de l'activisme des Palestiniens, alors qu'au Liban, le président Hafez el-Assad redouble d'effort pour briser la résistance chrétienne du général Michel Aoun. Les Américains laissent faire, alors que la Syrie promet 10 000 soldats et 200 chars pour l'opération « Bouclier du désert ».
- Rwanda : début de l'attaque des exilés Tutsis à partir de l'Ouganda.

### Mardi2 octobre 1990
- Rwanda : mort au combat de Fred Rwigema, leader historique du FPR (exilé Tutsi du Rwanda). Il commandait un groupe d'une cinquantaine de combattants ayant franchi la frontière ougandaise et pour attaquer un poste frontière rwandais.
- France - Allemagne : signature du traité, entre l’État français et les Länder allemands, pour la création de la chaîne Arte[1].

### Mercredi3 octobre 1990
- Allemagne : réunification de l'Allemagne de l'Est avec l'Allemagne de l'Ouest.
- France : création de la Contribution sociale généralisée CSG.
- Négociation Est-Ouest : accord soviéto-américain sur la réduction des armements conventionnels en Europe.

### Jeudi4 octobre 1990
- Rwanda : début de l'intervention militaire française qui durera jusqu'en décembre 1993.

### Samedi6 octobre 1990
- France : émeutes urbaines à Vaulx-en-Velin à la suite de la mort d'un jeune motard tentant de forcer un barrage de police au Mas du Taureau.

### Samedi13 octobre 1990
- À la suite de l'Accord de Taëf, les troupes syriennes interviennent au Liban pour chasser le général Aoun.

### Lundi15 octobre 1990
- France : manifestations de lycéens sur le thème de la sécurité.
- Russie : le président Mikhail Gorbatchev reçoit le Prix Nobel de la paix.

### Dimanche21 octobre 1990
- Liban : le leader chrétien Dany Chamoun, fils de l'ancien président Camille Chamoun, est froidement assassiné avec sa famille par des hommes de la milice des Forces libanaises de Samir Geagea.
- Formule 1 : Grand Prix automobile du Japon. Pour l'avant-dernier Grand Prix de la saison à Suzuka, Ayrton Senna — qui sait qu'il peut remporter le titre si aucun des deux pilotes ne marquent de point au cours de cette épreuve — percute à pleine vitesse la Ferrari de son rival Alain Prost dès le premier virage. Les deux pilotes se retrouvent hors course. Mais, cette manœuvre dangereuse n'est pas sanctionnée et le pilote brésilien est sacré champion du monde au volant de sa McLaren-Honda.

### Mardi23 octobre 1990
- Guerre du Golfe : libération par le gouvernement irakien des 300 derniers français gardés en otages. les autres occidentaux seront relâchés petit à petit au fur et à mesure des visites des personnalités à Bagdad, dont l'allemand Brandt, l'anglais Heath, le japonais Nakasone, l'autrichien Kreisky et même une délégation de parlementaires européens, dont le français Jean-Marie Le Pen qui depuis le début déclare son hostilité à l'intervention française dans ce conflit qu'il estime avant tout inter-arabe. Il obtiendra la libération d'une cinquantaine de ressortissants de la communauté européenne.

### Samedi27 octobre 1990
- France : Jacques Demy, réalisateur, meurt à l'âge de 59 ans.

### Mercredi31 octobre 1990
- Guerre du Golfe : les militaires du Pentagone, présentent au président George H. W. Bush, la situation militaire, de laquelle il ressort que :
  - l'embargo prendra du temps avant de commencer à être réellement efficace ;
  - l'Irak dispose de stocks considérables et bien protégés ;
  - Les forces irakiennes cannibalisent le Koweït, où elles continuent à se renforcer ;
  - L'armée irakienne installe de nouvelles lignes de défense solidement enterrées ;
  - les sapeurs irakiens ont préparé le sabotage des installations pétrolières kowetiennes.

## Naissances
- 3 octobre : Michele Morrone acteur, mannequin et chanteur italien.
- 8 octobre : Chisato Nakata, chanteuse japonaise.
- 12 octobre : Népal, rappeur français († 9 novembre 2019).
- 16 octobre : Antoine Demoitié, coureur cycliste belge († 27 mars 2016).
- 17 octobre : Pāvels Kovaļovs, athlète letton spécialiste du triple saut († 5 avril 2015).
- 18 octobre : Brittney Griner, joueuse de basket-ball américaine.
- 21 octobre : 
  - Ricard Rubio, basketteur espagnol ;
  - Maxime Vachier-Lagrave, joueur d'échecs français.
- 22 octobre : 
  - Khathia Bâ, kayakiste sénégalaise ;
  - David Savard, hockeyeur sur glace canadien ;
  - Sho Yano, enfant prodige américain.
- 23 octobre : Stan Walker, chanteur néo-zélandais.
- 31 octobre : Noodle (personnage fictif), guitariste du groupe dit « virtuel » Gorillaz.

## Décès
- 1er octobre : Mayo (Antoine Malliarakis), peintre grec (° 15 février 1905).
- 14 octobre : Leonard Bernstein, compositeur, pianiste et chef d'orchestre américain (° 1918)
- 15 octobre : Delphine Seyrig, actrice française (°1932).
- 16 octobre : Art Blakey, batteur de jazz américain (° 11 octobre 1919).
- 20 octobre : Joel McCrea, acteur américain (°1905).
- 22 octobre :
  - Louis Althusser, philosophe (° 1918).
  - Marceau Verschueren dit V. Marceau, accordéoniste et compositeur français.
- 27 octobre : 
  - Jacques Demy, réalisateur français (° 1931).
  - Ugo Tognazzi, acteur de cinéma et réalisateur italien (° 1922, 68 ans).